# Sámi soga lávlla
"Sámi soga lávlla" eller "Samefolkets sång" är samernas nationalsång. Texten skrevs av sjösamen Isak Saba och publicerades 1906, i tidningen Saǥai Muittalægje. Tonsättningen är av Arne Sørli.

## Historik och språk
"Sámi soga lávila" antogs som samernas nationalsång 1986, vid den trettonde samekonferensen i Åre där även den samiska flaggan godkändes. Arne Sørlis tonsättning antogs sex år senare, vid den femtonde samekonferensen i Helsingfors där man även antog 6 februari som samernas nationaldag. Året efter firades nationaldagen för första gången, under FN:s internationella urbefolkningsår. Sången och dagen är gemensam för alla samer, oavsett bosättningsort (Sverige, Norge, Finland eller Ryssland).
"Sámi soga lávlla" sjungs på olika lokala samiska språk. Låttexten, som är präglad av sin tids nationalromantiska musikkänsla, har översatts till alla större samiska språk (syd-, nord-, pite-, lule- och umesamiska) samt till svenska, norska, finska, ryska och engelska. Samerådets rekommenderade översättning till sydsamiska är av Anna Jacobsen, men en alternativ översättning av Ella Holm Bull används i Sverige bland annat av Sametinget.
Sångtiteln är följande på de olika större samiska språken: "Sámi soga lávlla" eller "Sámi Soga Lavlla" (nordsamiska), "Sámemátto Lávla" (lulesamiska), "Sámi soga lávlla" (pitesamiska), "Sámiemádduon Lávlluome" (umesamiska) och "Saemiej Laavloome" (sydsamiska). Dessutom finns den på arjeplogssamiska (som "Saemien eatnemen vuelie"), enaresamiska (som "Säämi suuvâ laavlâ"), skoltsamiska (som "Sää'm soogg laaul"). Titeln i översättningen till engelska är "Sami People's Song".

## Texten
| Nordsamisk version | Svensk översättning |
| --- | --- |
| Guhkkin davvin Dávggáid vuolde sabmá suolggai Sámieanan. Duottar leabbá duoddar duohkin, jávri seabbá jávrri lahka. čohkat čilggin, čorut čearuin allanaddet almmi vuostái. Šávvet jogat, šuvvet vuovddit, cáhket ceakko stállenjárggat. máraideaddji mearaide.          | Nordvart genom Karlavagnen ser du Samelandet skymta: Fjäll bak fjäll i fjärran blåna, sjöar sträcka sig vid sjöar, bergens branter, fjällens toppar höja sig mot själva himlen, bäckar brusa, skogar susa, tvärbrant stupa stålgrå uddar strävande mot stormigt hav.              |
| Dálvit dáppe buolašbiekkat, muohtaborggat meariheamit. Sámisohka sieluin mielain eahccá datte eatnamiiddis: Mátkálažžii mánuheabit, giđđudeaddji guovssahasat, - ruoškkas, ruovggas rođuin gullo, juhca jávrriin, jalgadasain, geresskálla máđiid miel.                  | Frosten härjar här om vintern, yrsnön vräks av vilda vindar, ändock älskar sameätten denna jord av allt sitt hjärta: Månens ljus en färdman fägnar, flygga norrskensflammor fladdra, klövkäpp, rengrymt hörs bland snåren, ut på insjön, över slätten, slamrar släden vägen fram. |
| Ja go geassebeaivváš gollut mehciid, mearaid, mearragáttiid, golli siste guollebivdit suilot mearain, suilot jávrriin. Gollin čuvget čáhcelottit, silban šovvot sámieanut, šelgot čuoimmit, šleđgot áirrut, luitet olbmát lávllodemiin geavgŋáid, guoikkaid, goatniliid. | Och när sommarns sol förgyller skogen, havet, havets stränder, guldomglänsta fiskefartyg vaggas utav vågor, gullhamn får var vattenfågel, strömmarna som silver glittra, åror blänka, stakar blixtra, under sång ses männen styra utför eda, fors och fall.                       |
| Sámieatnan sohkagoddi – dat lea gierdan doddjokeahttá goddi čuđiid, garrogávppiid, viehkes vearrevearroválddiid. Dearvva dutnje, sitkes sohka! Dearvva dutnje, ráfi ruohtas! Eai leat doarut dorrojuvvon, eai leat vieljain varat vardán sámi siivo soga sis.            | Lapplands släkte, sameätten, obräckt har sen mäktat utstå mördartjuder, slemma köpmän, sluga skattekrävarskaror. Hell, var hälsat, sega släkte! Hell dig fridens rot och fäste! Krigisk fejd har aldrig flammat, aldrig spilldes brödrablodet ibland Lapplands lugna ätt.         |
| Máttarádját mis leat dovle vuoitán vearredahkkiid badjel. Vuostálastot, vieljat, miige sitkatvuođain soardiideamet! Beaivvi bártniid nana nálli! Eai du vuoitte vašálaččat, jos fal gáhttet gollegielat, muittát máttarmáttuid sáni: Sámieatnan sámiide!                 | Våra fäder övervunno vrånga våldsmän fordomtima, bröder låt oss likaledes strida segt emot förtrycket! Solens söner starka släkte! Dig kan ingen ovän kuva, blott ditt väna språk du vårdar, minnes forntidsfädrens maning: Sameland åt samerna!                                  |

## Nationaljojk
Vid sidan av nationalsången finns en nationaljojk, utsedd vid den 22:a samkonferensen i Gällivare 2022. "Sámieatnan duoddariid" komponerades på 1970-talet av Nils-Aslak Valkeapää och har översatts till flera samiska språk. Den har dock inga noter och är tänkt att kunna anpassas till olika traditioner inom jojk i det samiska kulturområdet.